# سنجق عكا
سنجق عكا سنجق عثماني كان يقع في ولاية بيروت. تمتد حدوده بين سنجق حوران ونهر الأردن شرقاً والبحر المتوسط غرباً؛ ويمتد من نهاية سنجق نابلس شمالاً إلى جنوب سنجق بيروت.
اقتطع سنجقا عكا ونابلس من ولاية سوريا وألحقا بولاية بيروت عام 1888.

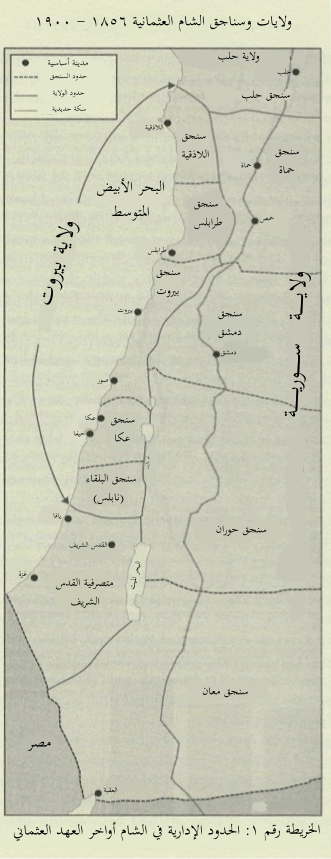
التقسيم الإداري في أواخر الحكم العثماني وضع سنجق عكا ضمن ولاية بيروت

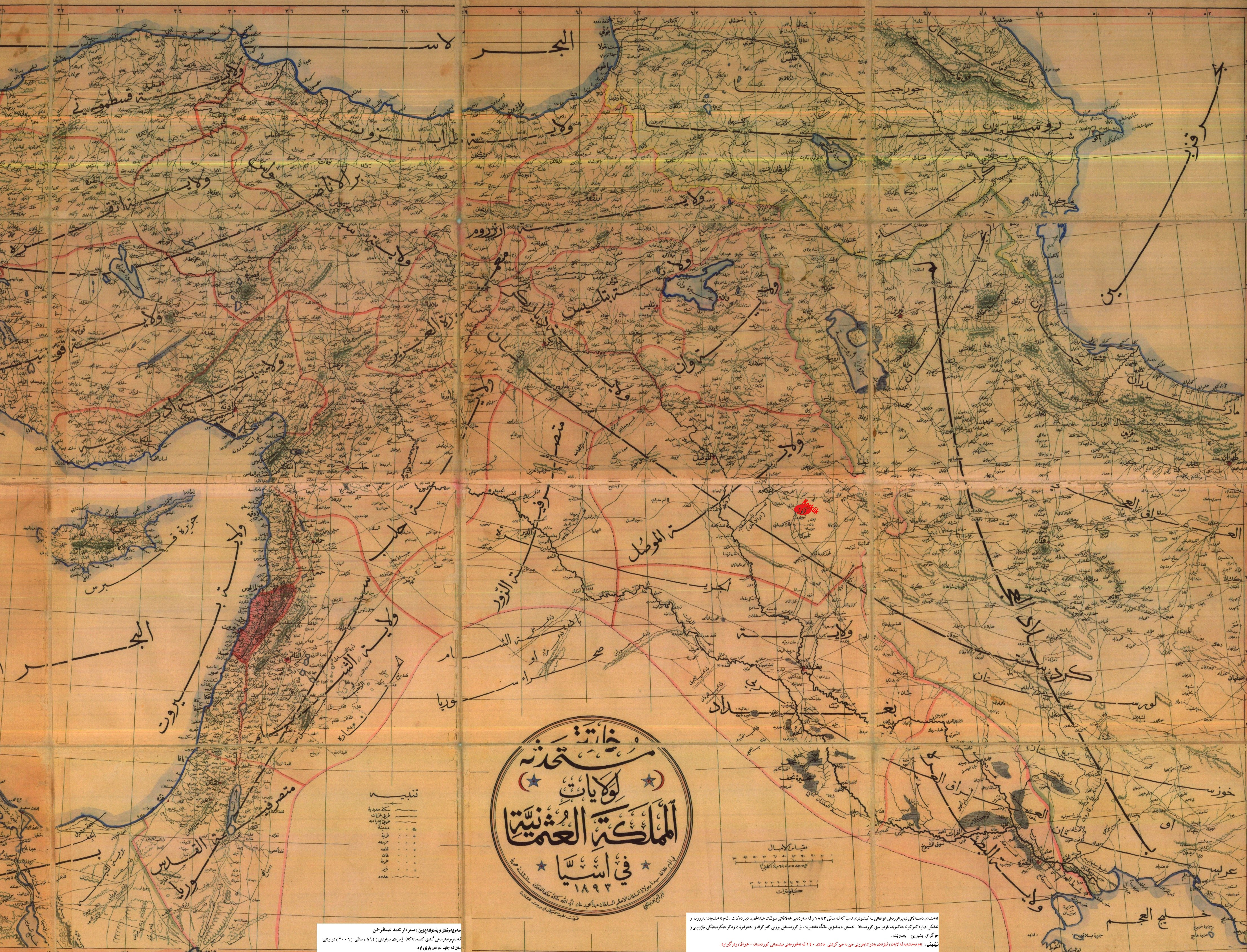
سنجق عكا في خارطة سورية العثمانية